# Jorge Galveias
Jorge Manuel de Valsassina GaIveias Rodrigues (6 de abril de 1952) é um gestor e político português. Atualmente, exerce funções de deputado à Assembleia da República e vice-presidente do grupo parlamentar do Partido CHEGA. Em janeiro de 2024, foi anunciado por André Ventura, que voltaria a ser o cabeça de lista para as eleições legislativas de 2024 no circulo eleitoral de Aveiro.
No congresso do CHEGA de 2021, em Viseu, foi uma peça-chave para diminuir a contestação ao presidente do partido, não permitindo que sete movimentos críticos de Ventura fossem sequer votados.
Anteriormente, exerceu funções como gestor e realizador numa produtora de spots publicitários e programas de televisão. Entre 2010 e 2019, liderou uma empresa de gestão turística chamada Lisbon Holidays. Terminou o seu mandato como Presidente da Mesa da Convenção e do Conselho Nacional do CHEGA em janeiro de 2024, após três anos em funções, tendo recebido um voto de louvor por parte da Direção Nacional do Partido.

## Deputado à Assembleia da República

### XV Legislatura da República Portuguesa
A 30 de janeiro de 2022, Jorge Galveias foi eleito deputado à Assembleia da República pelo CHEGA, pelo círculo eleitoral de Aveiro. No dia 20 de maio, visitou a Federação Pela Vida, juntamente com os deputados André Ventura e Rita Matias, em apoio à realização de um Referendo sobre a Eutanásia. A 2 de março de 2023, o líder do CHEGA, André Ventura, apontou o seu nome como candidato à vice-presidência da Assembleia da República. Obteve 58 votos a favor, 112 brancos e 28 nulos, entre um total de 198 votantes, quando precisava de 116 votos a favor para ser eleito. Após o chumbo da sua candidatura, André Ventura considerou que "fica cada vez mais evidente que não se trata de uma questão de perfil, de nome, de personalidade ou percurso" do candidato, "é uma questão de cerco político e partidário".
A 30 de setembro de 2023, participou numa manifestação de apoio à habitação, em Lisboa, juntamente com os deputados Rui Paulo Sousa e Filipe Melo. Nessa manifestação, foram agredidos e insultados, sendo necessária a intervenção e uma escolta da Polícia. No primeiro plenário da Assembleia da República, logo após este incidente, André Ventura condenou o Presidente da Assembleia da República, Augusto Santos Silva, por não deixar nenhuma palavra de apoio aos deputados, por não condenar os manifestantes e por dizer "Devemos respeitar as manifestações cujos produtores, cujas motivações e cujos objetivos estão muito distantes dos nossos." Após essa intervenção de Santos Silva, Ventura afirmou, que "O senhor presidente, meu presidente já não é, desta bancada já não é, de uma parte do país já não é, e eu não o reconheço como presidente da Assembleia da República, e vou-me embora." Após essa intervenção, todos os deputados do grupo parlamentar do CHEGA abandonaram o plenário e deixaram nas suas bancadas um cartão a dizer "Santos Silva = Vergonha".

#### Comissões Parlamentares
- Comissão de Trabalho, Segurança Social e Inclusão - (Coordenador do Grupo Parlamentar na comissão);
- Comissão de Cultura, Comunicação, Juventude e Desporto - (Coordenador do Grupo Parlamentar na comissão).

### XVI Legislatura da República Portuguesa
A 10 de março de 2024, Jorge Galveias foi reeleito deputado à Assembleia da República pelo CHEGA, pelo círculo eleitoral de Aveiro. Foi indicado em abril de 2024, por André Ventura que seria vice-presidente da bancada parlamentar do partido.

## Resultados Eleitorais
| Data | Partido     | Partido | Circulo eleitoral | Posição     | Cl.    | Votos          | %             | +/-    | Status                               | Notas |
| ---- | ----------- | ------- | ----------------- | ----------- | ------ | -------------- | ------------- | ------ | ------------------------------------ | ----- |
| 2022 |             | CH      | Aveiro            | 1.º (em 16) | 3.º    | 20 562         | 5,64 / 100,00 | 4.89   | Eleito                               |       |
| 2024 | 1.º (em 16) | CH      | Aveiro            | 3.º         | 73 110 | 17,25 / 100,00 | 11,61         | Eleito | Vice-Presidente do Grupo Parlamentar |       |